# Saison 2022-2023 du Grenoble Foot 38
Maillots
Dernière mise à jour : 16 janvier 2023.
Chronologie
Saison précédente Saison suivante
La saison 2022-2023 du Grenoble Foot 38 est la cinquième année de l'équipe première en championnat de France de football de Ligue 2 depuis son retour dans le monde professionnel. Après avoir terminé à une très belle 4e place et n'être tombé qu'au second tour des barrage face au Toulouse FC (qui lui tombera en barrage L1/L2) lors de la saison 2020-2021, le GF38 a connu une saison beaucoup plus laborieuse l'an passé en se classant 15ème après avoir bataillé longtemps parmi les reléguables. Le club se retrouve donc de nouveau engagé en Ligue 2 et en Coupe de France. L'équipe est entraînée par Vincent Hognon.

## Tableau des transferts
| Nom                  | Nationalité   | Poste     | Transfert       | Provenance/Destination                    |
| -------------------- | ------------- | --------- | --------------- | ----------------------------------------- |
| Arrivées             |               |           |                 |                                           |
| Saikou Touray        | Gambie        | Milieu    | Transfert       | Maccabi Haïfa Ligat HaAl                  |
| Matthias Phaëton     | France        | Attaquant | Transfert       | EA Guingamp Ligue 2                       |
| Mamadou Diarra       | Sénégal       | Défenseur | Libre           | Giresunspor Süper Lig                     |
| Gaëtan Paquiez       | France        | Défenseur | Libre           | Nîmes Olympique Ligue 2                   |
| Amine Sbaï           | France        | Milieu    | Libre           | FC Sète 34 National                       |
| Mamadou Diop         | France        | Gardien   | Libre           | FC Chambly National                       |
| Pape Meïssa Ba       | Sénégal       | Attaquant | Libre           | Red Star FC National                      |
| Bachirou Yaméogo     | Burkina Faso  | Milieu    | Libre           | Salitas FC Championnat National           |
| Départs              |               |           |                 |                                           |
| Abdel-Hakim Abdallah | Comores       | Défenseur | Transfert       | Rodez AF Ligue 2                          |
| Achille Anani        | Côte d'Ivoire | Attaquant | Transfert       | Red Star FC National                      |
| Jules Sylvestre-Brac | France        | Défenseur | Prêt (OA levée) | FC Stade Nyonnais Promotion League        |
| Anthony Belmonte     | France        | Milieu    | Libre           | APO Levadiakos Superleague                |
| Mamadou Diallo       | Guinée        | Attaquant | Libre           | UD Vilafranquense Segunda Liga            |
| Manuel De Iriondo    | Argentine     | Milieu    | Libre           | CF Rayo Majadahonda Primera División RFEF |
| Chris-Vianney Goteni | France        | Défenseur | Libre           | Angoulême Charente FC National 2          |
| Souleymane Cissé     | Sénégal       | Milieu    | Libre           | Hajer FC First Division League            |
| Yoric Ravet          | France        | Milieu    | Libre           | ES Manival Régionale 1                    |

| Nom               | Nationalité | Poste     | Transfert       | Provenance/Destination                  |
| ----------------- | ----------- | --------- | --------------- | --------------------------------------- |
| Arrivées          |             |           |                 |                                         |
| Arial Mendy       | Sénégal     | Défenseur | Transfert       | Clermont Foot 63 Ligue 1                |
| Jessy Benet       | France      | Milieu    | Libre           | Amiens SC Ligue 2                       |
| Mathys Tourraine  | France      | Défenseur | 1er contrat pro | AS Poissy National 2                    |
| Départs           |             |           |                 |                                         |
| Alex Gersbach     | Australie   | Défenseur | Transfert       | Colorado Rapids Major League Soccer     |
| Orges Bunjaku     | Suisse      | Milieu    | Prêt sans OA    | FC Schaffhouse Challenge League         |
| Olivier Boissy    | Sénégal     | Attaquant | Prêt sans OA    | Saint-Pryvé Saint-Hilaire FC National 2 |
| Giorgi Kokhreidze | Géorgie     | Milieu    | Libre           | FC Saburtalo Erovnuli Liga              |
| Florian Michel    | France      | Milieu    | Libre           | FC Bourgoin-Jallieu National 3          |

## Classement
| Rang | Équipe                 | Pts | J  | G  | N  | P  | Bp | Bc | Diff | Promotion ou relégation    |
| ---- | ---------------------- | --- | -- | -- | -- | -- | -- | -- | ---- | -------------------------- |
| 8    | AS Saint-Étienne R     | 53  | 38 | 15 | 11 | 12 | 63 | 57 | +6   |                            |
| 9    | FC Sochaux-Montbéliard | 52  | 38 | 15 | 7  | 16 | 54 | 41 | +13  | Rétrogradation en National |
| 10   | Grenoble Foot 38       | 51  | 38 | 14 | 9  | 15 | 33 | 36 | −3   |                            |
| 11   | US Quevilly-Rouen      | 50  | 38 | 12 | 14 | 12 | 47 | 49 | −2   |                            |
| 12   | Amiens SC              | 47  | 38 | 13 | 8  | 17 | 40 | 52 | −12  |                            |

1. ↑  Retrait de 3 points.

## Statistiques

### Buteurs
|   | Buteur              | L2 | CDF | Total |
| - | ------------------- | -- | --- | ----- |
| 1 | Matthias Phaeton    | 9  | 1   | 10    |
| 2 | Abdoulie Sanyang    | 7  | 0   | 7     |
| 2 | Jordan Tell         | 4  | 3   | 7     |
| 4 | Jessy Benet         | 4  | 0   | 4     |
| 5 | Joris Correa        | 3  | 0   | 3     |
| 5 | Pape Meïssa Ba      | 2  | 1   | 3     |
| 7 | Mamadou Diarra      | 1  | 0   | 1     |
| 7 | Jordy Gaspar        | 1  | 0   | 1     |
| 7 | Allan Tchapchet     | 1  | 0   | 1     |
| 7 | Franck-Yves Bambock | 1  | 0   | 1     |
| 7 | Amine Sbaï          | 0  | 1   | 1     |
|   | 11 buteurs          | 33 | 6   | 39    |

### Passeurs
|  | Passeur    | L2 | CDF | Total |
|  | x passeurs | 0  | 0   | 0     |
|  | ---------- | -- | --- | ----- |